# Decimus Junius Brutus Albinus
Decimus Junius Brutus Albinus, född 81 f.Kr., död 43 f.Kr., var en romersk politiker och general. Han var delaktig i mordet på Julius Caesar år 44 f.Kr.
Decimus Brutus skördade sina första lagrar i Gallien under Caesar. I inbördeskriget förde han med framgång befälet över Caesars belägringsflotta vid Massilia, som slutit sig till Pompejus parti 49 f.Kr. Av Caesar erhöll Decimus Brutus flera ynnestbevis, men slöt sig dock jämte flera andra missnöjda caesarianer, som väntat sig helt andra följder av inbördeskriget, till sammansvärjningen mot denne. Under den allmänna förvirringen efter mordet på Caesar begav han sig till sin av Caesar honom bestämda provins, det cisalpinska Gallien. Men Caesars medkonsul, Antonius, lät genom ett folkbeslut tillerkänna sig denna provins. Decimus Brutus, som sålunda faktiskt saknade laglig befogenhet som ståthållare, vägrade emellertid att erkänna Antonius överhöghet i Gallien och invecklades så i krig med Antonius. Då Octavianus, som tilltvingat sig konsulatet i Rom, vidtog åtgärder för att straffa Caesars mördare, beslöt sig Decimus Brutus för att bege sig till dennes motståndare Marcus Junius Brutus, men blev övergiven av sina trupper och under flykten dödad av fiendens utskickade.